# Simonswoldmer Kirche

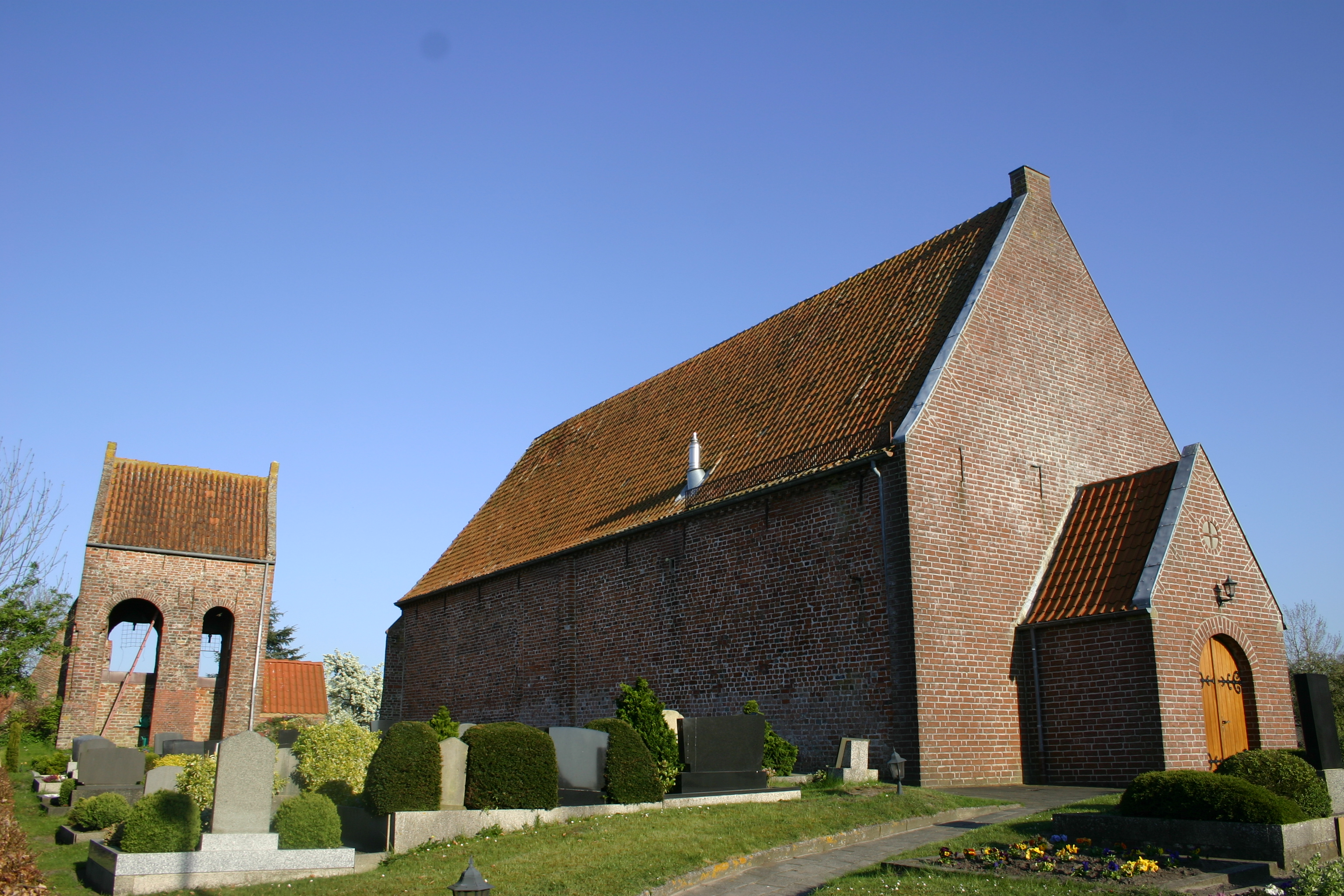
Simonswoldmer Kirche

Die evangelisch-reformierte Simonswoldmer Kirche steht im ostfriesischen Simonswolde, Gemeinde Ihlow.

## Geschichte
Die Kirche hatte mindestens einen Vorgängerbau aus Holz. Dieser stand vor dem Dorf auf den „Bargen“ und wurde am 14. Dezember 1287 bei der Luciaflut zerstört. Die heutige Kirche wurde anschließend auf einer drei Meter hohen Warft im Dorfkern im Stil der Spätgotik als Einraumkirche errichtet. Im 15. Jahrhundert wurde ihr ein oktogonaler Chor angebaut. Aus dieser Zeit stammen wohl auch die breiten Spitzbogenfenster an der Südseite. Die Nordwand ist fensterlos, die Westwand wurde 1791 völlig erneuert und erhielt einen Vorbau.
Nördlich des Schiffs befindet sich ein freistehender Kirchturm, der niedriger ist als der Kirchenbau. Seine Entstehungszeit wird auf das Mittelalter datiert. Es handelt sich hierbei um einen Glockenstuhl des Parallelmauertyps.

## Ausstattung

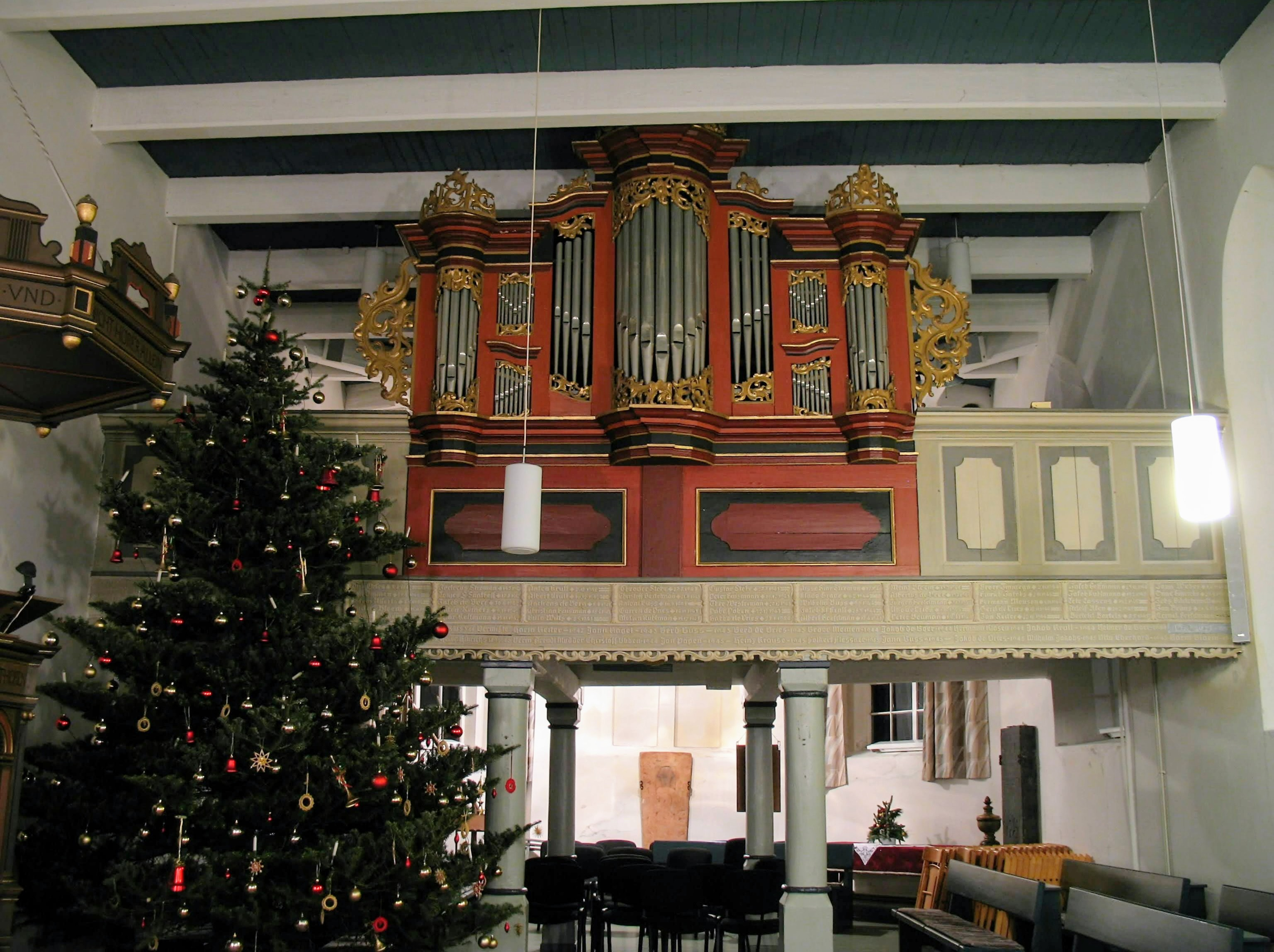
Müller-Orgel von 1777

Die Kanzel von 1598 ist eines der ältesten Beispiele sakraler Renaissancekunst in Ostfriesland. Ursprünglich war sie mit Apostelfiguren versehen, die im 20. Jahrhundert verloren gegangen sind.
Ältester Ausstattungsgegenstand ist eine Grabplatte aus dem 12./13. Jahrhundert mit einem Templerkreuz (Tatzenkreuz). Diese wurde aus der Vorgängerkirche übernommen.
Zu den Vasa Sacra zählen ein im Jahre 1621 gestifteter Kelch sowie eine Kanne, die um 1700 gefertigt wurde.
Das Taufbecken wurde 1863 beschafft.

## Orgel
Die einmanualige Orgel mit angehängtem Pedal verfügt über sieben Register und wurde 1777 von Hinrich Just Müller auf einer eigens eingebauten Empore errichtet. Bis auf den Austausch der Manualklaviatur im Jahre 1941 ist sie vollständig erhalten. Die Technik wurde in den Jahren 1939 sowie 1981 restauriert. Im Jahre 2001 wurden der Spieltisch (Manual u. Pedal), Orgelbank, Registerknöpfe, Registerbeschriftungen grundlegend renoviert. Das Instrument weist mit Ausnahme eines später eingebauten Motorbalgs eine originale Technik auf und gilt als eine der wenigen Orgeln von Müller, deren Pfeifenwerk vollständig erhalten ist und die noch eine originale Intonation und Tonhöhe von 466 Hz (Chorton) besitzt.
| Manual C–c3 |             |    |
| 1.          | Principal   | 4′ |
| 2.          | Gedaxct     | 8′ |
| 3.          | Rohrflöt    | 4′ |
| 4.          | Quinta      | 3′ |
| 5.          | Octava      | 2′ |
| 6.          | Mixtur IV   |    |
| 7.          | Trompet B/D | 8′ |
|             | Tremulant   |    |

| Pedal C–c1 |
| angehängt  |